# 伊万里有
伊万里 有（いまり ゆう、1988年1月9日 - ）は、日本の俳優。佐賀県出身。

## 来歴
以前から俳優を目指していたが厳格な父親に反対され、高校卒業後に美容師の道に進むことで上京を許してもらえた。俳優としてデビューする前の美容師時代にモデル活動をしていた時期があった。
モデル業を通じて出会った仲間と江戸川の花火大会に行った際、偶然居合わせたディーン・フジオカに「君は海外に行くか、俳優になるといいよ」と言われ、俳優に転身。
2010年、テレビドラマ『福岡恋愛白書6〜ふたつのLOVE STORY』の田代祐介役で俳優デビュー。
2018年8月、ビクターエンタテインメントより歌手およびラッパーとしてデビュー。
2021年3月1日を以て7年間所属していたフレイヴ エンターテインメントを退所。今後はフリーランスで活動することを発表した。

## 人物
身長186cm 体重76kg。背筋力は217kg。
好きなことは身体を動かすこと。
苦手なものはシナモン・チョコレート。
趣味はツーリングで、バイクで47都道府県日本全国を旅している。
書道2段、国家試験美容師免許などを取得し、スポーツ全般を得意とする。
父親は元自衛官で銃剣道国体日本一の経歴を持つ。

## 出演

### 舞台
2011年
- トリリオンモンスター（1月20日 - 25日、萬劇場）- 家村ソウジ 役

2012年
- フィンランドサマー（4月21日 - 30日、萬劇場）- ヘブップ 役

2014年
- 遙かなる時空の中で5（9月24日 - 10月1日・12月3日 - 17日、全労済ホール スペース・ゼロ）- 福地桜智 役

2015年
- ONE PIECE LIVE ATTRACTION（3月 - 4月）- ロロノア・ゾロ 役

2016年
- 美男高校地球防衛部LOVE!活劇!（3月10日 - 13日、Zeppブルーシアター六本木） - 有馬燻 役
- 遙かなる時空の中で5 風花記 （8月11日 - 21日、全労済ホール スペース・ゼロ）- 福地桜智 役
- ミュージカル『刀剣乱舞』〜幕末天狼傳〜（9月24日 - 10月10日・11月17日 - 27日、AiiA 2.5 Theater Tokyo/10月15日・16日、キャナルシティ劇場/10月21日 - 30日、サンケイホールブリーゼ/2017年1月13日 - 15日、虹橋芸術中心） - 長曽祢虎徹 役

2017年
- 朗読劇「旅猫リポート」（1月26日・29日、博品館劇場） - ナナ・サトル 役 ※日替わり
- 破壊ランナー (4月21日 - 30日、Zeppブルーシアター六本木) - ビブラート 役
- ALL OUT!! THE STAGE（5月24日 - 6月4日、Zeppブルーシアター六本木） - 石清水澄明 役
- BRAVE10（6月28日 - 7月2日、全労済ホール スペース・ゼロ） - 真田幸村 役
- 幽劇（8月17日 - 23日、日本青年館ホール/9月1日 - 3日、虹橋芸術中心）-井木 役
- ラストダンス-ブエノスアイレスで。聖女と呼ばれた悪女 エビータの物語（9月28日 - 10月9日、DDD AOYAMA CROSS THEATER）- ファンシート 役
- ヘルプマン!〜監査編〜（11月8日 - 12日、俳優座劇場） - 神崎仁 役

2018年
- クジラの子らは砂上に歌う（1月25日 - 28日、AiiA 2.5 Theater Tokyo/2月3日・4日、サンケイホールブリーゼ） - オルカ 役
- ミュージカル『刀剣乱舞』〜結びの響、始まりの音〜（3月24日 - 4月1日、日本青年館ホール/4月8日 - 15日、梅田芸術劇場/4月20日 - 5月6日、TOKYO DOME CITY HALL） - 長曽祢虎徹 役
- BRAVE10〜燭〜（7月26日 - 29日、なかのZERO） - 真田幸村 役
- 劇団鹿殺しの歌劇『俺の骨をあげる』（8月10日 - 12日、大阪ビジネスパーク/8月15日 - 19日、サンシャイン劇場）

2019年
- 機動戦士ガンダム00 破壊による再生-Re:Build（2月15日 - 18日、日本青年館/2月23日 - 24日、森ノ宮ピロティホール） - ロックオン・ストラトス 役
- 春の修学旅行・妖怪! 百鬼夜高等学校 ～一条通と付喪神～（2月27日・3月1日、新宿FACE）- 砂かけ婆 役 ※ゲスト出演
- +GOLD FISH（5月10日 - 19日、紀伊國屋ホール）- ベントー 役
- 劇団ホチキス第40回記念公演『ゴールデンレコード』（6月20日 - 30日、あうるすぽっと） - 主演 ※太田将熙とダブル主演
- ミュージカル「アルスラーン戦記」（9月5日 - 8日、COOL JAPAN PARK OSAKA/9月11日 - 16日、シアター1010）- ヒルメス 役

2020年
- 『デュラララ!!』〜円首方足の章〜（4月10日 - 18日、日本青年館ホール/4月24日 - 26日、常滑市民文化会館/5月1日 - 6日、COOL JAPAN PARK OSAKA）- 平和島静雄 役 ※新型コロナウイルスの影響で中止
- 機動戦士ガンダム00 -破壊による覚醒-Re:（in）novation（7月17日 - 26日、新国立劇場）- ロックオン・ストラトス 役 ※新型コロナウイルスの影響で延期
- ミュージカル『刀剣乱舞』〜幕末天狼傳〜2020（9月20日 - 10月10日9月23日、天王洲 銀河劇場/10月16日 - 18日、アルモニーサンク 北九州ソレイユホール/10月24日 - 11月2日、京都劇場/11月13日 - 23日、TOKYO DOME CITY HALL） - 長曽祢虎徹 役 ※新型コロナウイルスの影響で日程短縮・他の開催地での公演の中止

2021年
- 舞台ヒロイン（4月21日 - 28日　シアターサンモール）- 全 役　※緊急事態宣言の発出に伴い28日の公演は無観客配信へ

- 『デュラララ!!』〜円首方足の章〜（8月1日 - 7日、日本青年館ホール/8月13日 - 15日、名古屋文理大学文化フォーラム 大ホール/8月20日 - 22日、COOL JAPAN PARK OSAKA WWホール）- 平和島静雄 役
- 『SK∞ エスケーエイト The Stage』 第一部：The First Part ～熱い夜のはじまり～（12月2日 - 12日、天王洲 銀河劇場）- ジョー 役

2022年
- 『SK∞ エスケーエイト The Stage』 第二部：The Last Part ～俺たちの無限大～（1月15日 - 24日、日本青年館ホール）- ジョー 役 ※新型コロナウイルスの影響で中止
- 機動戦士ガンダム00 -破壊による覚醒-Re:（in）novation（2月5日2月7⽇ - 14日、新国立劇場 中劇場）- ロックオン・ストラトス 役 ※新型コロナウイルスの影響で日程短縮
- 舞台「フルーツバスケット」（3月4日 - 13日、日本橋三井ホール） - 草摩はとり 役
- 朗読劇「世界から猫が消えたなら」（6月29日、シアター1010）- 親友 役
- 舞台『炎炎ノ消防隊』-地下からの奪還-（9月17日 - 25日、サンシャイン劇場 / 9月29日 - 10月2日、京都劇場）- 秋樽桜備 役

2023年
- 『SK∞ エスケーエイト The Stage』第二部：The Last Part～俺たちの無限大～（1月11日 - 15日、シアター1010）- ジョー 役
- 舞台『炎炎ノ消防隊』-五つ目の柱-（3月24日 - 26日、メルパルク大阪 ホール / 3月29日 - 4月2日、天王洲 銀河劇場）- 秋樽桜備 役

2024年
- 舞台『ロッカールームに眠る僕の知らない戦争』（2月2日 - 4日、草月ホール）
- 朗読劇『同姓同名』（5月7日 - 12日、三越劇場） - 大山正紀 役
- 舞台『フルーツバスケット The Final』（10月18日 - 27日、ヒューリックホール東京） - 草摩はとり 役（映像出演）

2025年
- ライドカメンズ The STAGE（1月11日 - 26日、サンシャイン劇場 / 1月30日 - 2月2日、梅田芸術劇場 シアター・ドラマシティ） - 阿形松之助 / 仮面ライダー阿形 役
- 舞台『ブルーロック』4th STAGE（5月15日 - 25日、THEATER MILANO-Za / 5月30日 - 6月1日、東大阪市文化創造館 Dream House 大ホール） - 馬狼照英 役
- 舞台『ブルーロック -EPISODE 凪-』（11月20日 - 30日〈予定〉、東京ドームシティ シアターGロッソ）  - 馬狼照英 役

### テレビドラマ
- 福岡恋愛白書6〜ふたつのLOVE STORY（2010年） - 田代祐介 役
- 彼岸島（2013年10月 - 12月） - 剛 役
- 戦艦大和のカレイライス（2014年10月・2016年、NHK BS） - 沖田誠吾（青年期）役
- 脱線刑事（2015年12月） - 川藤シンジ 役
- 毒島ゆり子のせきらら日記（2016年4月20日 - 6月22日、TBS） - SP役
- 妖怪! 百鬼夜高等学校（2018年10月18日 - 12月28日、BS日テレ）- 砂かけ婆 役
- 田園ボーイズ（2020年1月8日 - 、テレビ神奈川）- カタオカ 役
- ラーメン刑事 第4話（2020年8月29日 - 、チャンネルネコ）-
- 薄桜鬼（2020年1月8日 - 、WOWOW）-  風間千景 役

### 映画
- Heart Beat 〜ハートビート〜（2012年）
- ハニーフラッパーズ（2014年）
- 遮那王 お江戸のキャンディー3（2019年）- 平知盛 役
- 浅草花やしき探偵物語 神の子は傷ついて (2020年7月10日）- リュウ 役
- 劇場版 田園ボーイズ（2020年9月4日） - カタオカ 役

### テレビ番組
- ラストキス～最後にキスするデート（2016年1月19日、TBS）
- 究極の男は誰だ!?最強スポーツ男子頂上決戦（2017年5月11日、TBS）- 総合11位
- ボクらと島ネコ。（2019年 テレビ神奈川）
- 翔太さまと執事西山のオタワムレ超（2021年8月21日、フジテレビTWO）

※ミュージカル刀剣乱舞 長曽祢虎徹 役として
- SONGS OF TOKYO （2019年1月5日、NHK）
- 第69回 NHK紅白歌合戦（2018年12月31日、NHK）
- CDTVスペシャル！年越しプレミアムライブ 2018→2019（2019年1月1日、TBS）
- オダイバ！！超次元音楽祭（2020年1月2日、フジテレビ）

### WEBドラマ
- Boys Don't Cry （2018年、キャストサイズチャンネル）- 出口 役
- East End CARNIVAL 浅草花やしき探偵物語～prologue～（2019年、キャストサイズチャンネル）- リュウ 役

### WEBラジオ
- 伊万里有のマイルールブック！全15回(2018年11月1日〜2018年12月1日-マンガpark)
- 第三十回　刀剣乱舞2.5ラジオ(2019年10月27日-ニッポン放送) ゲスト
- 伊万里有の“ゆったりまったり”全10回(2020年2月14日〜2020年4月3日-JFNpark)

### ネット配信
- さしめし#315 伊万里有×原嶋元久 前編(2017年05月11日)
- さしめし#316 伊万里有×原嶋元久 後編(2017年5月20日)
- DHCキレイを磨く！エクストリームBeauty（2018年3月14日、DHCテレビ）[55]
- 伊万里有はBARにいる(　)
- 伊万里有の『いまりんキッチン』(　)
- 伊万里有の『僕に資格ください』

### イベント・コンサート
- ミュージカル『刀剣乱舞』～真剣乱舞祭2017～（2017年12月、日本武道館 / 大阪城ホール / さいたまスーパーアリーナ） - 長曽祢虎徹 役
- ミュージカル『刀剣乱舞』〜真剣乱舞祭2018〜（2018年11月 - 12月、幕張メッセ国際展示場ホール 他） - 長曽祢虎徹 役
- ミュージカル『刀剣乱舞』歌合 乱舞狂乱 2019（2019年11月 - 2020年1月、さいたまスーパーアリーナ 他） - 長曽祢虎徹 役
- ㊇ 乱舞野外祭（すえひろがり らんぶやがいまつり）（2023年9月17日 - 24日、富士急ハイランド・コニファーフォレスト） - 長曽祢虎徹 役[36]
- ミュージカル『刀剣乱舞』目出度歌誉花舞 十周年祝賀祭（2025年7月29日・30日、東京ドーム） - 長曽祢虎徹 役[37]

### ミュージックビデオ
- BREATHE『合鍵』（2011年）
- 萬月邸『昇竜に月立つ』（2017年） - 伊達政宗 役

### CM
- 『ABCMart Reebok REALFLEX』
- 『FOXTV ありえないラインナップ』（2011年 - 2012年）
- 『HONDA CARS九州ローカル』（2013年4月 - 6月）

### オリジナルビデオ
- リバイスForward 仮面ライダーライブ&エビル&デモンズ（2023年5月10日） - 染井俊一郎 役[38]

## 作品

### EP
|     | 発売日        | タイトル      | 規格   | 規格品番                | オリコン |
| --- | ------------- | ------------- | ------ | ----------------------- | -------- |
| 1st | 2018年8月22日 | My Name is... | CD+DVD | VIZL-1421（初回限定盤） |          |
| 1st | 2018年8月22日 | My Name is... | CD     | VICL-65041（通常盤）    |          |
| 2nd | 2019年4月3日  | My Love Is... | CD+DVD | VIZL-1566（初回限定盤） |          |
| 2nd | 2019年4月3日  | My Love Is... | CD     | VICL-65170（通常盤）    |          |

### 書籍

#### 写真集
- BORDER side IMARI（2018年12月7日、講談社）ISBN 978-4065134498
- AMPHIS （2019年8月6日、Mファクトリー）